# Catogenus longicornis
Catogenus longicornis is een keversoort uit de familie Passandridae. De wetenschappelijke naam van de soort is voor het eerst geldig gepubliceerd in 1874 door Grouvelle.